# 溝齒獸
溝齒獸（學名Bothriodon）是一類已滅絕的石炭獸科。牠們生存於始新世晚期的亞洲、歐洲及北美洲。

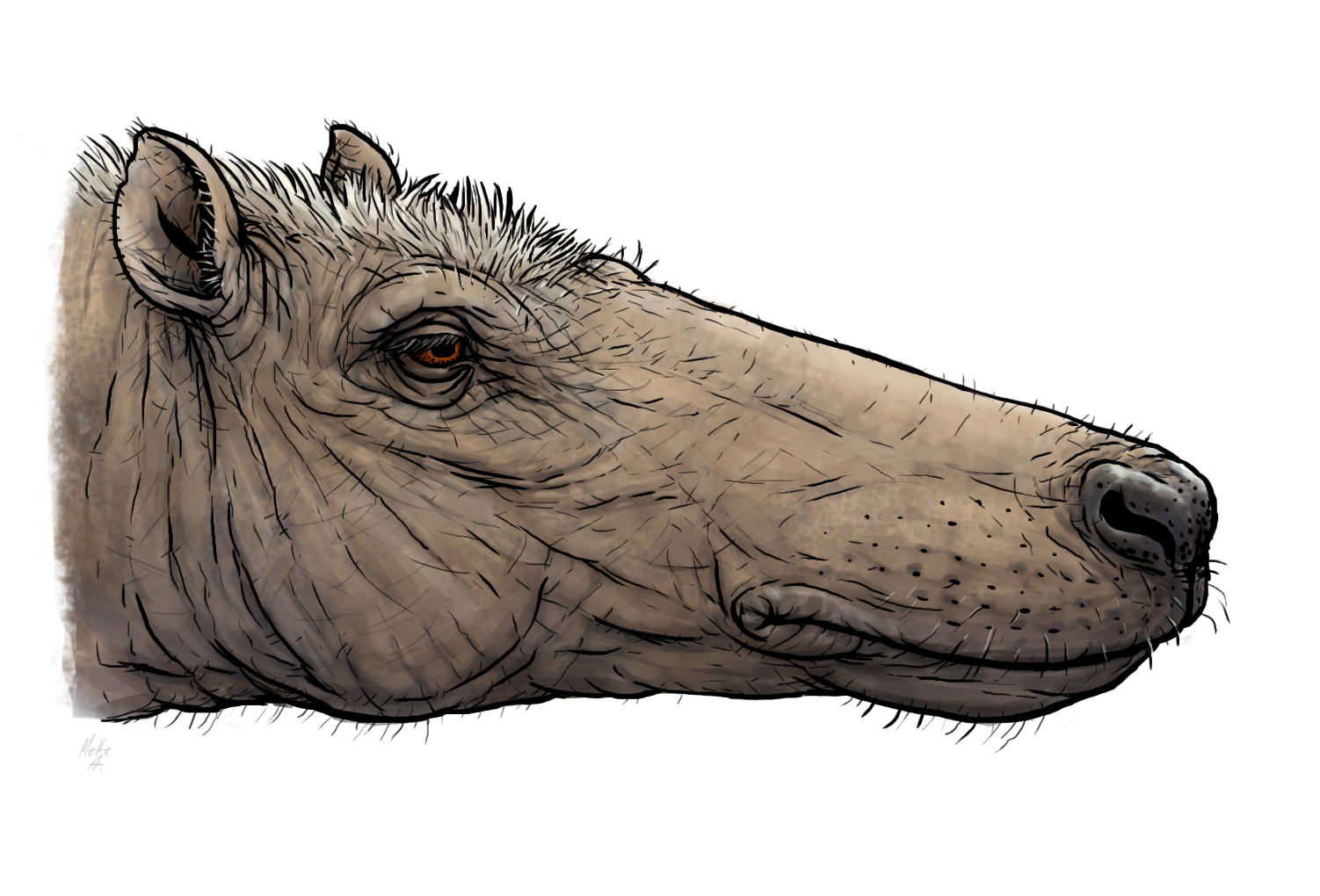
溝齒獸復原圖